# جيروم مويسو
جيروم مويسو (بالفرنسية: Jérôme Moïso)‏ مواليد 15 يونيو 1978 في باريس، هو لاعب كرة سلة فرنسي معتزل. بدأ مسيرته الاحترافية في سنة 2000. تم اختياره من قبل فريق بوسطن سيلتكس خلال الدرافت. يبلغ طوله 6 قدم 10 بوصة (2.1 م). اعتزل اللعب في 2013.

## المسيرة الاحترافية
لعب مع بوسطن سيلتكس في موسم 2000–2001، ثم لعب مع شارلوت هورنتس في موسم 2001–2002، ثم لعب مع نيو أورلينز بيليكانز في موسم 2002–2003، ثم لعب مع تورونتو رابتورز في موسم 2003–2004، ثم لعب مع بروكلين نتس في موسم 2004–2005، ثم لعب مع كليفلاند كافالييرز في سنة 2005، ثم لعب مع فيرتوس روما في الدوري الإيطالي في سنة 2006، ثم لعب مع فورتيتودو بولونيا في موسم 2006–2007، ثم لعب مع ريال مدريد لكرة السلة في الدوري الإسباني في سنة 2007، ثم لعب مع جوفينتوت بادالونا في موسم 2007–2008.

## روابط خارجية
- جيروم مويسو على موقع الاتحاد الدولي لكرة السلة (الإنجليزية)
- جيروم مويسو على موقع الدوري الأوروبي لكرة السلة (الإنجليزية)
- جيروم مويسو على موقع إن بي أي (الإنجليزية)
- جيروم مويسو على موقع سبورتس رفرنس (الإنجليزية)
- جيروم مويسو على موقع الدوري الإسباني لكرة السلة (الإسبانية)
- جيروم مويسو على موقع كرة السلة الأوروبية.كوم (الإنجليزية)
- جيروم مويسو على موقع كلية كرة السلة في سبورتس رفرنس.كوم (الإنجليزية)
- جيروم مويسو على موقع ريلجم (الإنجليزية)
- جيروم مويسو على موقع بروبوليرز (الإنجليزية)
- جيروم مويسو على موقع سبورتس رفرنس (الإنجليزية)